# Light as a Feather
Light as a Feather är ett musikalbum från 1973 med den amerikanska pianisten Chick Corea och hans grupp Return to Forever.

## Låtlista
1. You're Everything (Chick Corea/Neville Potter) – 5:15
2. Light as a Feather (Stanley Clarke/Flora Purim) – 10:59
3. Captain Marvel (Chick Corea) – 4:57
4. 500 Miles High (Chick Corea/Neville Potter) – 9:09
5. Children's Song (Chick Corea) – 2:53
6. Spain (Chick Corea/Joaquín Rodrigo) – 9:49

## Medverkande
- Chick Corea – Fender Rhodes Electric Piano
- Joe Farrell – tenorsax, sopransax, tvärflöjt
- Stanley Clarke – bas
- Flora Purim – sång, slagverk
- Airto Moreira – trummor